# LH 오산세교 주상1블럭 행복주택
LH 오산세교 주상1블럭 행복주택(영어: LH Osan Segyo HR-1B Happy House)은 대한민국 경기도 오산시 세교동에 위치한 주상복합 아파트 단지이다. 2017년에 완공하였다. 4개동, 765세대이다.